# Kotisaari (ö i Birkaland, Övre Birkaland, lat 62,12, long 24,33)
Kotisaari är en ö i Finland. Den ligger i sjön Kurkijärvi och i kommunen Mänttä-Filpula i den ekonomiska regionen  Övre Birkalands ekonomiska region  och landskapet Birkaland, i den södra delen av landet, 220 km norr om huvudstaden Helsingfors. Öns area är 4,1 hektar och dess största längd är 380 meter i nord-sydlig riktning.